# Élections législatives de 1993 dans l'Ariège
Les élections législatives françaises de 1993 se déroulent les 21 et 28 mars 1993. Dans le département de l'Ariège, deux députés sont à élire dans le cadre de deux circonscriptions.

## Élus
| Circonscription | Député sortant     | Parti | Parti | Député élu ou réélu | Parti | Parti         |
| --------------- | ------------------ | ----- | ----- | ------------------- | ----- | ------------- |
| 1re             | Augustin Bonrepaux |       | PS    | Augustin Bonrepaux  |       | PS            |
| 2e              | René Massat        |       | PS    | André Trigano       |       | Divers droite |

## Positionnement des partis
Les candidats d'alliance RPR-UDF et divers droite se présentent sous la bannière de l'Union pour la France et ceux du Parti socialiste derrière l'Alliance des Français pour le Progrès. Par ailleurs, Les Verts et Génération écologie s'unissent sous l'étiquette Entente des écologistes.

## Résultats

### Résultats à l'échelle du département
| Parti          | Parti                                       | Premier tour | Premier tour | Second tour | Second tour | Sièges |
| Parti          | Parti                                       | Voix         | %            | Voix        | %           | Sièges |
| -------------- | ------------------------------------------- | ------------ | ------------ | ----------- | ----------- | ------ |
|                | Parti socialiste                            | 26 347       | 35,87        | 39 762      | 53,09       | 1      |
|                | Alliance des Français pour le progrès       | 26 347       | 35,87        | 39 762      | 53,09       | 1      |
|                |                                             |              |              |             |             |        |
|                | Divers droite                               | 14 385       | 19,59        | 19 839      | 26,49       | 1      |
|                | Centre national des indépendants et paysans | 10 759       | 14,65        | 15 299      | 20,43       | 0      |
|                | Union pour la France                        | 25 144       | 34,23        | 35 138      | 46,91       | 1      |
|                |                                             |              |              |             |             |        |
|                | Les Verts                                   | 2 566        | 3,49         |             |             | 0      |
|                | Génération écologie                         | 2 338        | 3,18         | 0           |             |        |
|                | Entente des écologistes                     | 4 904        | 6,68         |             |             | 0      |
|                |                                             |              |              |             |             |        |
|                | Parti communiste français                   | 8 702        | 11,85        |             |             | 0      |
|                | Front national                              | 6 224        | 8,47         | 0           |             |        |
|                | Le Trèfle - Les nouveaux écologistes        | 1 968        | 2,68         | 0           |             |        |
|                | Divers                                      | 157          | 0,21         | 0           |             |        |
|                |                                             |              |              |             |             |        |
| Inscrits       | Inscrits                                    | 109 500      | 100,00       | 109 492     | 100,00      | 2      |
| Abstentions    | Abstentions                                 | 29 668       | 27,09        | 25 150      | 22,97       |        |
| Votants        | Votants                                     | 79 832       | 72,91        | 84 342      | 77,03       |        |
| Blancs et nuls | Blancs et nuls                              | 6 386        | 8            | 9 442       | 11,19       |        |
| Exprimés       | Exprimés                                    | 73 446       | 92           | 74 900      | 88,81       |        |

### Résultats par circonscription

#### Première circonscription (Foix)
| Candidat       | Candidat                         | Parti          | Premier tour | Premier tour | Second tour | Second tour |  |
| Candidat       | Candidat                         | Parti          | Voix         | %            | Voix        | %           |  |
| -------------- | -------------------------------- | -------------- | ------------ | ------------ | ----------- | ----------- |  |
|                | Augustin Bonrepaux sortant réélu | PS (ADFP)      | 14 022       | 39,19        | 20 145      | 56,84       |  |
|                | Henri-René Garaud                | CNIP (UPF)     | 10 759       | 30,07        | 15 299      | 43,16       |  |
|                | Lyliane Cassan                   | PCF            | 4 223        | 11,8         |             |             |  |
|                | Georges Mesplie                  | FN             | 3 051        | 8,53         |             |             |  |
|                | Françoise Matricon               | Les Verts (EÉ) | 2 566        | 7,17         |             |             |  |
|                | Didier Soulet                    | LT-LNÉ         | 1 000        | 2,8          |             |             |  |
|                | Henri Canal                      | Divers         | 157          | 0,44         |             |             |  |
|                |                                  |                |              |              |             |             |  |
| Inscrits       | Inscrits                         | Inscrits       | 54 750       | 100,00       | 54 746      | 100,00      |  |
| Abstentions    | Abstentions                      | Abstentions    | 14 834       | 27,09        | 12 575      | 22,97       |  |
| Votants        | Votants                          | Votants        | 39 916       | 72,91        | 42 171      | 77,03       |  |
| Blancs et nuls | Blancs et nuls                   | Blancs et nuls | 4 138        | 10,37        | 6 727       | 15,95       |  |
| Exprimés       | Exprimés                         | Exprimés       | 35 778       | 89,63        | 35 444      | 84,05       |  |

#### Deuxième circonscription (Pamiers)
| Candidat       | Candidat            | Parti               | Premier tour | Premier tour | Second tour | Second tour |  |
| Candidat       | Candidat            | Parti               | Voix         | %            | Voix        | %           |  |
| -------------- | ------------------- | ------------------- | ------------ | ------------ | ----------- | ----------- |  |
|                | André Trigano élu   | Divers droite (UPF) | 14 385       | 38,19        | 19 839      | 50,28       |  |
|                | René Massat sortant | PS (ADFP)           | 12 325       | 32,72        | 19 617      | 49,72       |  |
|                | Josée Souque        | PCF                 | 4 479        | 11,89        |             |             |  |
|                | André Farellacci    | FN                  | 3 173        | 8,42         |             |             |  |
|                | Bernard Pastourel   | GÉ (EÉ)             | 2 338        | 6,21         |             |             |  |
|                | Marie Blanc         | LT-LNÉ              | 968          | 2,57         |             |             |  |
|                |                     |                     |              |              |             |             |  |
| Inscrits       | Inscrits            | Inscrits            | 54 750       | 100,00       | 54 746      | 100,00      |  |
| Abstentions    | Abstentions         | Abstentions         | 14 834       | 27,09        | 12 575      | 22,97       |  |
| Votants        | Votants             | Votants             | 39 916       | 72,91        | 42 171      | 77,03       |  |
| Blancs et nuls | Blancs et nuls      | Blancs et nuls      | 2 248        | 5,63         | 2 715       | 6,44        |  |
| Exprimés       | Exprimés            | Exprimés            | 37 668       | 94,37        | 39 456      | 93,56       |  |